# Ричеркар
Ричерка́р (итал. ricercar, recercar, recerchar, ricercata и др.; исп. recercada, фр. recherche; от итал. ricercare — изыскивать; отсюда ricercar — «разыскание», «изыскание») — жанр многоголосной инструментальной (реже вокальной) музыки в западной Европе XVI—XVII веков.

## Термин
Исторически слово ричеркар не имело одного значения, но употреблялось в нескольких различных смыслах. Согласно Г. Г. Эггебрехту, первоначально в термин вкладывалось понимание «разыскания» лада, то есть настройки на лад (интонации в одном из её первичных значений). Позже значение термина изменилось, под ним стали понимать «разыскание» (разработку) мотивов, то есть попросту композицию имитационно-полифонического склада.

## Исторические типы ричеркара
1. Наиболее типично употребление слова ричеркар по отношению к пьесе для клавира (чаще органа) либо инструментального (реже вокального, с распевом без текста, типа вокализа или на основе сольмизации) ансамбля, написанной в имитационно-полифонической технике. В основу такого ричеркара обычно положена медленная тема, лишённая яркой мелодико-ритмической выразительности, но одновременно (и отчасти благодаря отсутствию чёткого рельефа) способная к активной полифонической разработке. В. Апель рассматривает такой ричеркар как инструментальный пандан к (вокальному) мотету.
1a. Древнейший образец ансамблевой пьесы с обозначением «ричеркар» находится в сборнике разных композиторов «Новая музыка», опубликованном в 1540 году в Венеции; в нём заголовком «ричеркар» обозначены сочинения Адриана Вилларта. Ансамблевые ричеркары писали итальянские композиторы XVI — начала XVII веков (приблизительно до 1620 года), среди которых наиболее известны Аннибале Падовано, Клаудио Меруло, возможно, также Дж. П. Палестрина.
1b. Древнейшими образцами клавирного имитационного ричеркара считаются 4 пьесы в сборнике «Intavolatura cioè recercari, canzoni, himni, magnificati» (опубл. 1542 или 1543) итальянского композитора Джироламо Каваццони (ок. 1525 — после 1577). По сравнению с ансамблевыми (вокальными и инструментальными) ричеркарами в клавирном (особенно органном) ричеркаре постепенно сформировалась специфика жанра, в основном, благодаря «импровизационному» (более свободному, чем в ансамбле) письму. Эта свобода раньше всего сказалась в орнаментировании стандартных каденций и в спорадических квази-импровизационных (обычно гаммообразных) пассажах. Последовательная эволюция клавирного ричеркара в сторону учёного имитационного стиля привела к формированию фуги, при этом ричеркар стал рассматриваться как её важнейший предшественник (иногда вплоть до полной синонимии).
Первый крупный представитель специфики органного ричеркара — Андреа Габриели. Среди других известных авторов клавирных ричеркаров итальянские композиторы Дж. Габриели, Кл. Меруло, А. Майоне, Дж. М. Трабачи, Дж. Фрескобальди, Б. Стораче, немецкие Г. Л. Хаслер, И. Я. Фробергер, И. Пахельбель, французский Жан Тителуз (ок. 1563—1633; в его сборнике органных пьес 1623 года ричеркары по-французски обозначены как recherches). Апофеозом барочной «карьеры» ричеркара единодушно признаётся 6-голосный ричеркар (в сущности, полномасштабная фуга) из «Музыкального приношения» И. С. Баха.
2. Словом ричеркар в эпоху Ренессанса (главным образом, в Италии и Испании) также назывались пьесы неимитационного письма для лютни и органа, а также всякие пьесы (для ансамбля виол, голосов и др.) дидактической направленности (например, для развития навыка инструментальной импровизации на заданную гармоническую модель и/или basso ostinato), наподобие позднейших учебных прелюдий, этюдов, вокального сольфеджирования. Древнейшие лютневые ричеркары находятся в сборниках «Intabulatura de lauto», опубликованных О. Петруччи в 1507—1508 годах. Древнейшие неимитационные органные ричеркары, опубликованные в сборнике Марко Антонио Каваццони (ок. 1490 — ок. 1560) «Recerchari, motetti, canzoni» (1523), выглядят как нотированные импровизации. Около 30 «дидактических» ричеркаров на различные стандартные темы и остинатные формулы (La Spagna, Романеска, пассамеццо, фолия и др.) в «Трактате о глосах» Диего Ортиса (1553) представляеют собой настоящую «энциклопедию» приёмов вариационного развития и орнаментальной обработки для виолы. Неимитационные ричеркары для лютни и органа на протяжении XVI века показывают тенденцию к более замысловатой, сложной фактуре, характерной для имитационного ричеркара (см. значение 1). Ричеркары-вокализы XVI—XVII веков (например, двухголосные «Cantiones sine textu» О. Лассо) — упражнения в имитационной технике для вокалистов.

## Рецепция
В рамках неоклассической стилевой тенденции в музыке XX века ричеркары сочиняли Дж. Фр. Малипьеро, Б. Мартину, И. Ф. Стравинский (в «Кантате на стихи неизвестных английских поэтов XV—XVI вв.», вторая и четвёртая части), А. Казелла, Ю. М. Буцко и др. Оригинальную оркестровку 6-голосного баховского ричеркара в 1935 году выполнил А. фон Веберн. Образцы додекафонных ричеркаров оставил Л. Даллапиккола (в опере «Узник», 3-я сцена).